# Геохімічна аномалія
Геохімі́чна анома́лія (рос.геохимическая аномалия, англ. geochemical anomaly; нім. geochemische Anomalie f) — область, на якій у різних геосферах Землі (літосфері, гідросфері, атмосфері, біосфері) концентрації хімічних елементів відрізняються від показників регіонального фону. Зокрема, позитивні аномалії супроводжують рудні тіла, скупчення вуглеводнів, нерудну мінералізацію. Геохімічні аномалії визначаються за контрастністю (співвідношенням аномальних та фонових концентрацій).